# Havskattfiskar
Havskattfiskar (Anarhichadidae) är en familj i underordningen tånglakelika fiskar (Zoarcoidei). De lever på havsbotten och når en längd av 2,5 meter.
Arterna kan bli cirka 25 kg tunga. De förekommer främst i klippiga områden där de hittar goda gömställen. Deras utbredningsområde ligger i kalla delar av norra Atlanten och norra Stilla havet. Kännetecknande är det stora huvudet med kraftiga käkar och tänder. Fjäll saknas. Födan är blötdjur, krabbor, sjöborrar och andra tagghudingar med hårt skal. 
Kött från havskattfiskar används som mat och huden kan omarbetas till läder.
Familjen består av två släkten med tillsammans fem arter vilket illustreras i följande kladogram:
|  | blå havskatt        |
|  |                     |
|  | havskatt            |
|  |                     |
|  | fläckig havskatt    |
|  |                     |
|  | stillahavs-havskatt |
|  |                     |

|  | Anarrhichthys ocellatus |
|  |                         |

|  | blå havskatt        |
|  |                     |
|  | havskatt            |
|  |                     |
|  | fläckig havskatt    |
|  |                     |
|  | stillahavs-havskatt |
|  |                     |

|  | Anarrhichthys ocellatus |
|  |                         |